# Comunidad campesina de Masma Chicche
La comunidad campesina de Masma Chicche es una comunidad campesina ubicada en la sierra de la zona centro sur del Perú, sobre la Cordillera Central en el distrito del mismo nombre, en la provincia de Jauja, en el departamento de Junín. Tiene una topografía heterogénea, cuyas altitudes varían desde 3600 hasta 4300 m s. n. m., presentando un relieve accidentado y agreste.
La comunidad fue reconocida por el Estado el 20 de octubre de 1989 con 191 familias. En el anexo de Ñuñunhuayo se cuenta con 81 familias.La población total del distrito dos tercios de las familias pertenecen a la comunidad campesina.

## Límites geográficos
Los límites geográficos de la comunidad son los siguientes:
- Norte : Comunidad de Apata
- Sur : Comunidad de Ñuñunhuayo y distrito El Mantaro
- Este : Distrito de Apata
- Oeste : Distrito de Huamalí

## Descripción
En la comunidad, el idioma predominante es el español, aunque las personas de mayor edad tienen el quechua como lengua materna. Las principales actividades económicas de la zona son la agricultura, la ganadería y el comercio. El reducido número de habitantes puede explicarse, en parte, por los intensos movimientos migratorios que ocurrieron durante la década de 1990, como consecuencia de los episodios de violencia política ocurridos en los años ochenta. 
En el territorio de la comunidad se encuentra el mirador León Dormido, una formación rocosa que fue usado como un adoratorio en tiempos ancestrales y aún considerado un apu tutelar para la población.

## Vias de acceso
El acceso a la comunidad de Masma Chicche se realiza desde las ciudades de Huancayo o Jauja a través de la Carretera Central (vía asfaltada), ingresando por la ruta Ataura – Masma – Masma Chicche.